# Sollevamento pesi ai Giochi della XX Olimpiade - Pesi piuma
La competizione della categoria pesi piuma (fino a 60 kg) di sollevamento pesi ai Giochi della XX Olimpiade si è svolta il giorno 29 agosto 1972 alla Weightlifting Hall del Messegelände di Monaco di Baviera.

## Regolamento
La classifica era ottenuta con la somma delle migliori alzate delle seguenti 3 prove:
- Distensione lenta
- Strappo
- Slancio

Su ogni prova ogni concorrente aveva diritto a tre alzate. In caso di parità vinceva il sollevatore che pesava meno.

## Risultati
| Pos.    | Atleta           | Nazione          | Peso Atleta | Distensione lenta | Distensione lenta | Distensione lenta | Distensione lenta | Strappo | Strappo | Strappo | Strappo | Slancio | Slancio | Slancio | Slancio | Totale |
| Pos.    | Atleta           | Nazione          | Peso Atleta | 1                 | 2                 | 3                 | Tot               | 1       | 2       | 3       | Tot     | 1       | 2       | 3       | Tot     |        |
| ------- | ---------------- | ---------------- | ----------- | ----------------- | ----------------- | ----------------- | ----------------- | ------- | ------- | ------- | ------- | ------- | ------- | ------- | ------- | ------ |
| Oro     | Norajr Nurikjan  | Bulgaria         | 59.70       | 122.5             | 127.5             | 130.0             | 127.5             | 112.5   | 117.5   | 117.5   | 117.5   | 147.5   | 157.5   | –       | 157.5   | 402.5  |
| Argento | Dito Šanidze     | Unione Sovietica | 59.60       | 120.0             | 125.0             | 127.5             | 127.5             | 115.0   | 120.0   | 120.0   | 120.0   | 147.5   | 152.5   | 155.0   | 152.5   | 400.0  |
| Bronzo  | János Benedek    | Ungheria         | 59.85       | 120.0             | 125.0             | 130.0             | 125.0             | 115.0   | 120.0   | 120.0   | 120.0   | 145.0   | 150.0   | 150.0   | 145.0   | 390.0  |
| 4       | Yoshinobu Miyake | Giappone         | 59.60       | 120.0             | 125.0             | 125.0             | 120.0             | 115.0   | 120.0   | 120.0   | 120.0   | 145.0   | 150.0   | 150.0   | 145.0   | 385.0  |
| 5       | Kurt Pittner     | Austria          | 59.60       | 120.0             | 125.0             | 125.0             | 125.0             | 112.5   | 117.5   | 117.5   | 112.5   | 145.0   | 150.0   | 152.5   | 145.0   | 382.5  |
| 6       | Rolando Chang    | Cuba             | 58.90       | 112.5             | 117.5             | 120.0             | 120.0             | 107.5   | 112.5   | 115.0   | 115.0   | 137.5   | 142.5   | 142.5   | 142.5   | 377.5  |
| 7       | Mieczysław Nowak | Polonia          | 59.85       | 120.0             | 120.0             | 125.0             | 120.0             | 110.0   | 110.0   | 115.0   | 110.0   | 145.0   | 145.0   | 155.0   | 145.0   | 375.0  |
| 8       | Giuseppe Tanti   | Italia           | 60.00       | 120.0             | 125.0             | 125.0             | 120.0             | 102.5   | 102.5   | 107.5   | 107.5   | 140.0   | 145.0   | 145.0   | 140.0   | 367.5  |
| 9       | Ymer Pampuri     | Albania          | 59.35       | 120.0             | 125.0             | 127.5             | 127.5             | 85.0    | 90.0    | –       | 90.0    | 125.0   | 130.0   | 130.0   | 125.0   | 342.5  |
| 10      | Chen Kue-Sen     | Taiwan           | 59.80       | 100.0             | 110.0             | 110.0             | 110.0             | 92.5    | 100.0   | 100.0   | 92.5    | 120.0   | 125.0   | 130.0   | 125.0   | 327.5  |
| 11      | Julio Martínez   | Porto Rico       | 59.80       | 92.5              | 100.0             | 100.0             | 92.5              | 100.0   | 105.0   | 110.0   | 105.0   | 127.5   | 135.0   | 135.0   | 127.5   | 325.0  |
| –       | Jan Wojnowski    | Polonia          | 59.30       | 120.0             | 125.0             | 125.0             | 120.0             | 115.0   | 120.0   | 125.0   | 120.0   | 147.5   | 147.5   | 147.5   | NVL     | DNF    |
| –       | Kenkichi Andō    | Giappone         | 59.30       | 125.0             | 125.0             | 125.0             | NVL               |         |         |         |         |         |         |         |         | DNF    |